# Estadio Kolos
El Estadio Kolos es un estadio de fútbol ubicado en Kovalivka, Ucrania. Actualmente, el club de fútbol de la Liga Premier de Ucrania FC Kolos Kovalivka juega sus partidos como local en el estadio.

## Historia

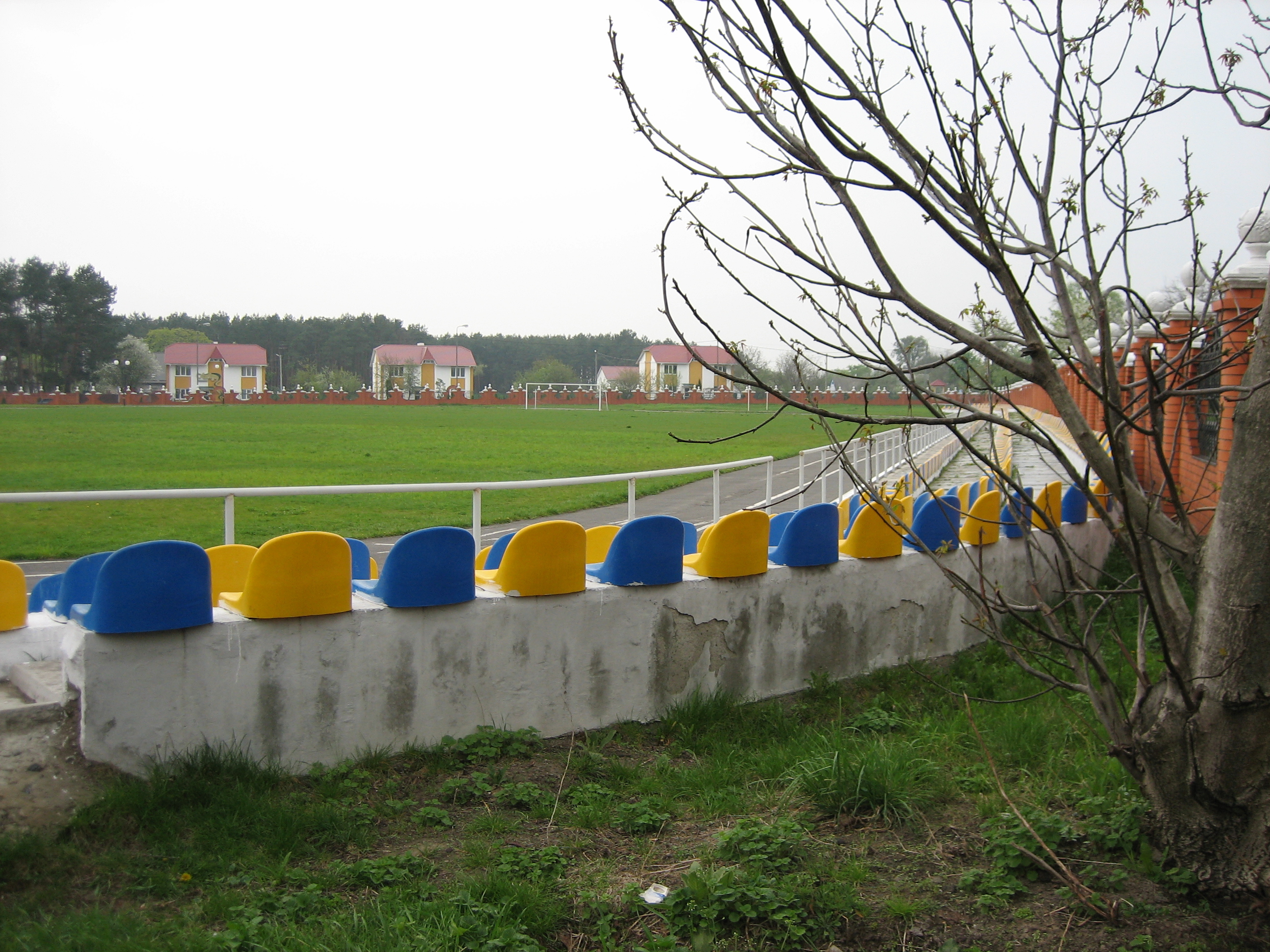
El estadio anterior en 2010

En 2014, el estadio fue construido en lugar dónde se ubicaba un estadio medio en ruinas. Anteriormente, en 2011-2014, el equipo senior jugó en Terezyne, Raión de Bila Tserkva y Mala Soltanivka, Raión de Vasylkiv.
La inauguración oficial del estadio renovado se anunció para el 2 de septiembre de 2020. La nueva construcción del estadio permitió que el estadio se pueda utilizar para competiciones europeas, con un nuevo aforo máximo de hasta 5.000 espectadores y un sistema de riego automático. Su primer partido fue un amistoso del local contra el FC Dinamo de Kiev el 5 de septiembre de 2020. El primer partido oficial en el nuevo estadio fue el partido de la ronda 2 de la Liga Premier de Ucrania contra el FC Lviv, en el que Kolos ganó 4-0 con Volodymyr Lysenko anotando el primer gol oficial en el nuevo estadio.